# Focko Ukena

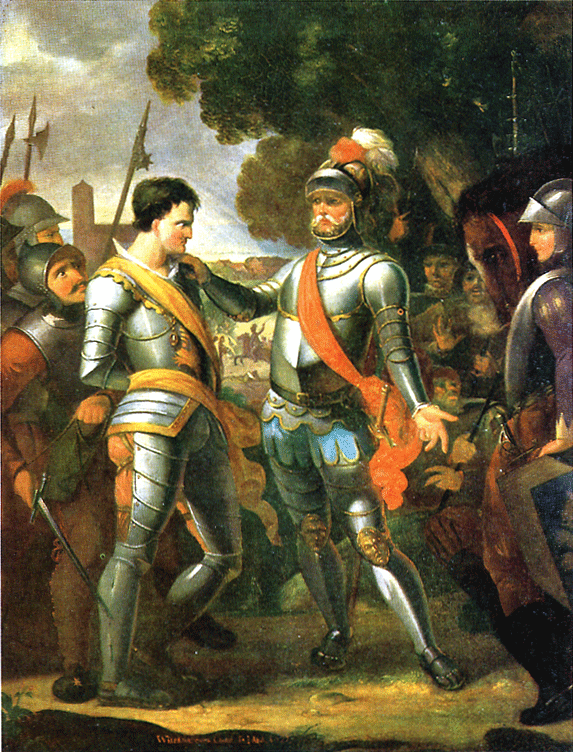
Ocko tom Brok wird nach der Schlacht auf den Wilden Äckern gefangen vor Focko Ukena geführt. Romantisierendes Historiengemälde von Tjarko Meyer Cramer, 1803

Focko Ukena (* um 1370 wohl in Neermoor; † 6. Oktober 1436 in Dijkhuizen (Ommelande, heutige Provinz Groningen)) war ein ostfriesischer Häuptling des Moormer- und Lengenerlandes. Er entstammt dem mächtigen ostfriesischen Häuptlingsgeschlecht der Ukena.

## Leben

### Herkunft
Ubbo Emmius schreibt über die Abstammung Focko Ukenas in seiner Geschichte Ostfrieslands:

„Focco Uconis filius, Edermorae in Mormeria, familia nobili, sed haudquaquam locuplete natus spiritus vir“

also etwa:

„Focko, ein Sohn Ukos aus Edermoor im Moormerland, aus einer adligen, aber nicht wohlhabenden Familie, war ein Mann von gewaltigem Geiste“

Vermutlich war Focko Ukena der jüngste Sohn Ukos, des Häuptlinges von Neermoor und der Amka von Lengen aus dem Geschlecht der Ripperda. Über seine Kindheit und Jugend ist nichts überliefert; geschichtlich hervorgetreten ist der um 1370 geborene Ukena erst im ersten Viertel des 15. Jahrhunderts. In Urkunden taucht sein Name unter verschiedenen Schreibungen (Ukama, Ukana, Ukema, Ukumma, Ukens, Uking, Unkena) auf.

### Wappen

Ukena-Wappen (Ausschnitt aus dem Ostfriesland-Wappen)

Das Wappen zeigt den Löwen der Häuptlingsfamilie Ukena. Die Bedeutung des Löwen mit der gestürzten, goldenen Krone um den Hals ist heute unbekannt. Jenes Wappen findet sich als viertes Feld im Wappen Ostfrieslands, da Fockos Enkelin Theda Ukena als Ehefrau Ulrich Cirksenas Gräfin von Ostfriesland war.
Auf dem Wappenschild befindet sich eine Ährenkrone. Das vierblättrige Kleeblatt soll auf die vier alten Landschaften des Kreises hinweisen, die Ähren auf die landwirtschaftliche Struktur.
Das Wappen der Ukena wurde dem Landkreis Leer als Kreiswappen am 12. August 1952 durch das niedersächsische Innenministerium verliehen und mit der ersten Hauptsatzung des Kreises am 22. Oktober 1958 gebilligt.

### Focko Ukenas Kampf gegen die Herrschaft der tom Brok
In der zweiten Hälfte des 14. und im ersten Viertel des 15. Jahrhunderts hatte das ostfriesische Häuptlingsgeschlecht der Kenesna tom Brok – entgegen dem Prinzip der Friesischen Freiheit – eine eigene Landesherrschaft in Ostfriesland begründet. Focko war zunächst mit ihnen verbündet. Als sich gegen den Expansionsdrang der tom Brok immer größerer Widerstand regte, stellte sich Focko Ukena an die Spitze der mit ihrer Abhängigkeit unzufriedenen Häuptlinge und wurde damit zur Leitfigur in deren Kampf zur Wiederherstellung der Friesischen Freiheit. Am 27. September 1426 schlug Focko Ukena mit seinen Anhängern in der Schlacht von Detern ein zur Unterstützung seines großen Rivalen Ocko tom Broks aufgestelltes Ritterheer.
Nur ein Jahr später besiegte er seinen Rivalen am 28. Oktober 1427 in der Schlacht auf den Wilden Äckern zwischen Marienhafe-Upgant und Oldeborg-Engerhafe. Damit führte er den endgültigen Sturz der tom Brok herbei. Da Focko Ukena mit seinem Sieg letztendlich aber nichts anderes als die Restauration der Häuptlingsherrschaft unter seiner Führung verfolgte, bildete sich bald darauf eine gegen ihn gerichtete Opposition, der sogenannten Freiheitsbund der Sieben Ostfrieslande, unter dem Geschlecht der Cirksena. Nach verschiedenen militärischen Niederlagen der Ukenaschen Partei und dem Fall seiner Fockenburg in Leer im Jahre 1431 floh Focko Ukena über Papenburg nach Münster. Bis zu seinem Tode im Jahre 1436 lebte er auf dem Schloss seiner zweiten Frau Hiddeke van Garreweer in Dijkhuizen in den Ommelanden.

## Focko Ukena als literarische Figur
Die Person Focko Ukenas diente als Vorlage für folgende literarische Werke:
- Der Friesenhäuptling Focko Ukena, Dichtung von G. W. Zimmerli, Emden 1909
- Fokke Ukena, Historienspiel der ostfriesischen Schriftstellerin Marie Ulfers, Hamburg 1955